# Daniel Reuss
Daniel Reuss (* 2. Juli 1961 in Leiden/Provinz Zuid-Holland) ist ein deutsch-niederländischer Chordirigent.

## Leben und Wirken
Reuss wurde als Sohn deutscher Eltern in den Niederlanden geboren und studierte am Rotterdams Conservatorium Chorleitung bei Barend Schuurman.
1982 gründete er den Oude Muziek Koor Arnhem, den er zu einem der angesehensten Laienchöre der Niederlande aufbaute. Ab 1990 war er künstlerischer Leiter der Cappella Amsterdam. Daneben arbeitete er mit dem Schönberg Ensemble, dem Orchester des 18. Jahrhunderts, dem Rotterdams Philharmonisch Orkest, dem Radio Kamerorkest, Concerto Palatino und der Cappella Amsterdam.
Von 1995 bis 2000 leitete Reuss den Fachbereich Chorleitung der Musikhochschule Amsterdam. Als Dirigent arbeitete er mit dem Niederländischen Rundfunkchor, dem Collegium Vocale Gent, dem Balthasar-Neumann-Chor  und dem SWR Vokalensemble Stuttgart, aber auch mit Kammerorchestern wie dem Prometheus Ensemble und mit dem norwegischen Sinfonieorchester in Stavanger. Von 2003 bis 2006 war er Chefdirigent des RIAS Kammerchores in Berlin.
Für seine CD mit Werken von Robert Heppener mit dem Niederländischen Kammerchor erhielt Reuss den Edison Award. Eine CD mit Werken von Frank Martin und Olivier Messiaen erhielt den Diapason d’or de l’année 2004 und den Preis der deutschen Schallplattenkritik.
2006 war Reuss als Dirigent und Dozent Gast der Lucerne Festival Academy. 2007 debütierte er an der English National Opera mit Händels Agrippina. Seit der Saison 2008/09 leitet er den Estnischen Philharmonischen Kammerchor als Chefdirigent.

## Diskographie
- Time will say nothing mit dem Nederlands Studenten Kamerkoor
- Ivan Moody – Passion and Ressurection mit Red Byrd und der Cappella Amsterdam
- Heppener Choral Works mit dem Nederlands Kamerkoor
- Stefan Wolpe – „Zeus und Elida“ und „Schöne Geschichte“  mit der Cappella Amsterdam und der Ebony Band
- The Ligeti Project III – György Ligeti mit der Cappella Amsterdam und dem Schönberg Ensemble
- Elégie pour les villes détruites mit der Cappella Amsterdam
- Frank Martin en Olivier Messiaen mit dem RIAS Kammerchor
- Werke von Sofia Gubaidulina mit dem Collegium Vocale und Pieter Wispelwey
- Bach Cantatas, RIAS Kammerchor und Thomas Quasthoff
- Francis Poulenc: „Figure humaine“ en „Quatre petites prières de saint Francois d'Assise“ mit dem  RIAS Kammerchor
- Stravinsky: Les Noces, Mis en Cantate, RIAS Kammerchor und Musik Fabrik mit den Solisten Carolyn Sampson, Susan Parry, Jan Kobow,  Wsewolod Griwnow, Maxim Michailow
- Martin, Le vin herbé; Der Zaubertrank, RIAS Kammerchor und Scharoun Ensemble mit den Solisten Sandrine Piau, Steve Davislim, Jutta Böhnert
- Händel, Solomon, RIAS Kammerchor und Akademie für Alte Musik Berlin mit den Solisten Carolyn Sampson, Susan Gritton, Sarah Connolly, Mark Padmore, David Wilson-Johnson
- Beethoven: Missa Solemnis, Orchestra of the Eighteenth Century + Capella Amsterdam (Concertmaster: Alexander Janiczek), 2017